# Sybra freyi
Sybra freyi är en skalbaggsart som beskrevs av Stefan von Breuning 1957. Sybra freyi ingår i släktet Sybra och familjen långhorningar.
Artens utbredningsområde är Fiji. Inga underarter finns listade i Catalogue of Life.